# マクドナルド化
マクドナルド化（マクドナルドか、英語: McDonaldization）とは、マクドナルドの規(のり)を当て嵌めること、即ち社会がファストフード店の規則や規格や様式を取り入れることである。社会学者のジョージ・リッツァが1993年の著書『マクドナルド化する社会』(The McDonaldization of Society)の中で展開した用語。
マクドナルド化の過程は、「グローバル化による文化の世界的な均質化に関する最近の（定量化）思想の中で、ファストフード店の原理がますます多くの分野を支配するようになること」として要約できる。
マクドナルド化は、合理化と科学的管理法の再概念化である。この社会が変化する方向性を表すために、マックス・ヴェーバーが官僚制のモデルを用いたのに対し、リッツァはファストフード店をより代表的な現代のパラダイムとして捉えている。

## 要素
リッツァは、マクドナルド化の主要な要素は以下の4つであるとしている。
効率 (efficiency)
タスクを達成するための最適な方法。この文脈において、リッツァは「効率」という言葉を特定の意味で使用している。マクドナルドの顧客の例で言えば、「お腹が空いている状態からお腹いっぱいになるまでの最速の方法」である。マクドナルド化における効率とは、組織のあらゆる側面が時間の最小化に向けられていることを意味する。
計算可能性 (calculability)
目標は定性的なもの（味など）ではなく、定量的なもの（売上など）でなければならない。マクドナルド化では、「量は質に等しい」「短時間で大量の商品を顧客に届けることは高品質な商品と同じである」という考え方が発展した。これにより、人々はどれだけの量を得ているのか、どれだけの金額を支払っているのかを数値化することができる。組織は、消費者に「大した金額ではないのに大量の製品を手に入れた」と思わせたいのである。このような組織の労働者は、仕事の質ではなく、どれだけ速く仕事ができるかで評価される。
予測可能性 (predictability)
サービスの標準化と均一化。予測可能性とは、マクドナルド化した組織でサービスを受けるとき、どの店のどの従業員であっても、毎回同じサービスを受け、同じ商品を受け取ることができることを意味する。これは、その組織で働く人たちにも当てはまる。彼らの仕事は反復的で、ルーティン的であり、予測可能である。
統制 (control)
標準化された均一な従業員。属人的な技術から非属人的な技術への置き換え。
ファストフード業界のこの4つの原則は、狭い範囲では合理的な戦略であっても、結果的には有害であったり、非合理的であったりする。これらのプロセスが社会の他の部分に広がってゆくと、現代社会の新しい社会的・文化的特性が生まれる。例えば、マクドナルドがある国に進出し、消費者のパターンが統一されると、文化のハイブリッド化が起こる。

## 反マクドナルド化
組織は、マクドナルド化の合理性を否定する努力をしている。それは、量よりも質を重視すること、サービスや製品の予測不可能性を甘受すること、外部からのコントロールを受けずに熟練した労働者を雇用することなどである。また、マクドナルド化のプロセスを遅らせ、地域性や伝統的な価値を守るために、国民国家では抗議行動が起きている。
いくつかの現地のケーススタディでは、マクドナルドの合理的モデルを現地の文化的嗜好に合わせて調整することで、結果的に本来のマクドナルドの商品が減少することが示されている。現地の事情に合わせようとすると、アメリカ特有の商品の科学的計算の魅力が失われていく可能性がある。このことは、マクドナルドの画一的なアプローチを正当化するために使われる。マクドナルドの偏在性と画一性は、グローバル化の一因となっている。

## 例
ジャンクフード・ニュースとは、「均質化された取るに足らないトリビアをセンセーショナルに取り上げるニュースメディア」を批判する際に用いられる用語で、マクドナルド化の一例である。また、モジュール化されたカリキュラムを特徴とし、あらゆる嗜好を満たすために迅速なピック＆ミックス方式で学位を提供する大学は「マック大学」(McUniversity)と揶揄される。これらの製品の質の低下は、常に新しいものに見せかける大規模な広告によってのみ誤魔化される。
刑罰学では、それまでの個々の犯罪者に合わせた刑罰や矯正から、三振法や量刑ガイドラインなどで定められた標準的な刑罰によって、再犯の危険性が高いとされる犯罪者の集団を管理しようとする試みが行われている。犯罪者はセキュリティレベルによって分類され、それぞれのリスクカテゴリーの囚人を十分に無力化できると考えられる施設に送られる。刑事制度では、人間の代わりに、電子監視、電子モニタリング、尿検査、コンピュータによる犯罪者追跡システムなどの技術が使われることが多い。

## マクドナルドからの反応
この理論に対するマクドナルド社からの反応として、イギリスのマクドナルド社の代表は、リッツァは、他のコメンテーターと同様に、会社の規模やブランドの認知度を利用して、その会社のビジネス慣行とは必ずしも関係のないアイデアを推進していると述べた。

## 関連文献
- The McDonaldization of Society by George Ritzer (ISBN 0-7619-8812-2)
日本語訳: ジョージ・リッツア 著、正岡寛司 訳『マクドナルド化する社会』早稲田大学出版部、1999年。ISBN 978-4657994134。
- McDonaldization: The Reader by George Ritzer (ISBN 0-7619-8767-3)
- The McDonaldization Thesis: Explorations and Extensions by George Ritzer (ISBN 0-7619-5540-2)
日本語訳: ジョージ・リッツア 著、正岡寛司 訳『マクドナルド化の世界』早稲田大学出版部、2001年。ISBN 978-4657014139。
- McDonaldization of America's Police, Courts, and Corrections by Matthew B. Robinson
- McCitizens by Bryan Turner
- Resisting McDonaldization, ed. Barry Smart
- Golden Arches East:  McDonald's in East Asia by James L. Watson
- Sociology of Consumption: Fast Food, Credit Cards and Casinos, ed. George Ritzer
- The McDonaldization of Higher Education, ed. Dennis Hayes & Robert Wynyard
- Enchanting a Disenchanted World by George Ritzer
- The McDonaldization of the Church by John Drane
- ジョージ・リッツア、丸山哲央『マクドナルド化と日本』ミネルヴァ書房、2003年。ISBN 978-4623038671。